# فرودگاه رائی بریلی
 فرودگاه رائی بریلی (به انگلیسی: Raebareli Airport) (به زبان بومی: Indira Gandhi National Aviation Academy (IGRUA)) یک فرودگاه همگانی است که یک باند فرود آسفالت دارد. این فرودگاه در شهر رائه برلی کشور هند قرار دارد .